# Fotogrammetrie
Fotogrammetria este știința care se ocupă cu determinarea în timp și spațiu a obiectelor fixe, mobile sau deformabile și cu reprezentarea lor fotografică, grafică sau numerică (prin coordonate) pe bază de fotografii speciale numite fotograme.
Numele de fotogrammetrie provine din greacă photos = lumină, gramma = scriere și metron = măsură.

## Istorie

### Începuturile
Primele ridicări fotogrammetrice se datorează nevoii de a se pune la dispoziție științei și tehnicii măsurătorii și reprezentării în plan a scoarței terestre noi căi și mijloace. Începutul se identifică cu descoperirea legilor perspectivei și utilizarea lor în pictură. Medicul și cercetătorul elvețian Moritz Anton Kappeler a folosit imaginile de perspectivă desenate ale terenului la întocmirea hărții muntelui Pilatus (1726). În lucrarea sa Die freie Perspektive („Perspectiva liberă”) matematicianul elvețian Johann Heinrich Lambert pune bazele reconstituirii perspectivice, tratând și problema intersecției spațiale. Inventarea fotografierii (1839) ca procedeu optic pentru obținerea perspectivei centrale riguroase a deschis și calea dezvoltării fotogrammetriei. Prima cameră fotogrammetrică a fost construită de inginerul francez Aimé Laussedat (1851) și s-a folosit în cadrul unui procedeu propriu de ridicare (reprezentare) numit de el „metrofotografie”. La începutul secolului al XX-lea fizicianul german Carl Pulfrich a construit stereocomparatorul și a conceput principiul de măsurare pe fotograme, fără a mai fi necesare măsurători de direcții cu un aparat de măsurat unghiuri. Construirea primei camere automate de aerofotografiere de către inventatorul german Oskar Messter (1915) a condus la executarea aerofotografierii pe benzi. Tot în 1915 geodezul german Max Gasser a construit dublul proiector, iar după principiile formulate de geodezul austriac Theodor Scheimpflug a fost conceput primul aparat de restituție fotogrammetrică stereoscopică și au fost elaborate primele procedee de orientare și de exploatare practică a fotogramelor. Compania de aparataj optic germană Carl Zeiss din Jena a construit primul aparat universal de restituire stereoscopică de precizie, după proiectul fizicianului și inginerului german Walther Bauersfeld (1923), folosind principiul proiecției optice.

### După al Doilea Război Mondial
După cel de Al Doilea Război mondial, Secția de fotogrammetrie de la Oficiul Hidrografic și Aerofotogrammetric a fost mutată la Institutul Geografic al Armatei, actuala Direcție Topografică Militară. În 1948 a luat ființă un Serviciu Fotogrammetric in cadrul Intreprinderii de Prospecțiuni Geologice. In 1958 a fost creat Centrul de Fotogrammetrie, care s-a dezvoltat mai târziu ca Institutul de Geodezie, Fotogrammetrie, Cartografie si Organizarea Teritoriului, iar uneori au fost organizate si alte compartimente cu profil fotogrammetric pe langa unele institute de studii si proiectare. Astfel, după crearea Centrului de Fotogrammetrie practic toate planurile topografice și cadastrale au fost intocmite și actualizate prin metode fotogrammetrice. Folosirea unor operațiuni fotogrammetrice automatizate in mare masură și utilizarea pe scară largă a calculatoarelor electronice pentru efectuarea calculelor pentru aerotriangulatie și exploatarea analitică a fotogramelor au creat premisele realizării hărților digitale.Odata cu dezvoltarea fotogrammetriei,precum și a diversificării aplicațiilor, au apărut și subîmpărțirile sale.

### În era informaticii
Dezvoltarea din ultimele decenii a electronicii și informaticii au creat posibilități de automatizare a aparatelor fotogrammetrice de măsurare și de prelucrare automată a datelor fotogrammetrice. Folosirea stereocomparatoarelor automate și a calculatoarelor electronice a creat cadrul dezvoltării metodelor analitice de aerotriangulare și de exploatare a fotogramelor. Una dintre cele mai importante realizări este automatizarea completă a procesului de exploatare a fotogramelor exploatate din aer și din cosmos pentru realizarea de hărți ale Pământului și ale altor planete.

### Fotogrammetrie în România
În România, primele încercări de folosire a fotografiilor terestre pentru intocmirea unor schițe topografice au fost efectuate in timpul razboiului de independență din 1877. Realizarile in domeniul mijloacelor de zbor au permis obtinerea primelor fotografii din balon de către Văitoianu (1889) și din avion de către Aurel Vlaicu (1911). În perioada Primului Război Mondial s-au efectuat fotografii aeriene în scopuri de recunoaștere militară cu camere aerofotogrammetrice simple, construite în cadrul flotilei aviației române. În 1924 a fost creat un serviciu de cadastru pe lângă Direcția Aviației Civile care a folosit pentru prima dată în România fotogrammetria în lucrări de măsurători terestre. În 1929 a luat ființă un Serviciu fotogrammetric în cadrul Direcției Cadastrului Minier și o Secție fotogrammetrică în cadrul Serviciului Geografic al Armatei. În perioada 1933-1941 serviciile fotogrammetrice existente au fost unificate sub denumirea "Oficiul Hidrografic si Aerofotogrammetric", dotat cu avioane amenajate pentru aerofotografieri, camere aerofotogrammetrice automate și aparate moderne de exploatare a fotogramelor.

## Ramurile fotogrammetriei
- Fotogrammetria aeriană - este partea fotogrammetriei care are ca obiect obținerea fotogramelor de pe platforme aeriene și exploatarea cantitativă și calitativă a informațiilor conținute de acestea. Sinonim cu aerofotogrammetrie.
- Fotogrammetria cosmică - este o latură relativ nouă a fotogrammetriei, aparută odată cu era spațială, care se ocupă cu înregistrarea din cosmos, măsurarea și reprezentarea obiectelor și fenomenelor de pe Pământ, alte planete sau sateliți ai acestora. Se folosesc metode aerofotogrammetrice adaptate, precum și metode specifice. Scopul principal al fotogrammetriei cosmice este de a elabora hărți topografice si tematice.
- Fotogrammetria extraterestră - este o ramură a fotogrammetriei ce are ca obiect cercetarea oricărui corp din spațiul cosmic de dinafara Pământului.
- Fotogrammetria terestră - este ramura fotogrammetriei ce are ca obiect obținerea fotogramelor din puncte de stație terestre și exploatarea cantitativă și calitativă a informațiilor obținute de acestea. Sinonim cu geofotogrammetrie.

În ceea ce privește aplicațiile fotogrammetriei se folosește următoarea clasificare:
- Fotogrammetria topografică - ,aeriană sau terestră ,este partea fotogrammetriei care se utilizează la întocmirea hărților și a planurilor topografice.
- Fotogrammetria netopografică, îndeosebi cea terestră, și mai puțin cea aeriană - se referă la alte aplicații decât întocmirea hărților și planurilor topografice:
  - Fotogrammetria industrială - se referă la aplicațiile fotogrammetriei în construcțiile de clădiri, lucrări inginerești, industria minieră, construcții de vehicule și mașini, construcții navale ș.a., cu obiectivele lor fundamentale incluzând fazele de cercetare, proiectare, producție, testare, control și reparații.
  - Fotogrammetria arhitecturală - este o aplicație a fotogrammetriei cu privire la întocmirea documentațiilor, păstrarea (stocarea) de informații referitoare la mărimea, forma și detaliile arhitectonice ale clădirilor și monumentelor.
- Fotogrammetria mai are aplicații și în numeroase alte domenii, topografice si netopografice.

## Principii
Fotografia unui obiect este pentru fotogrammetrie o piesă de valoare, deoarece este de obicei înregistrarea obiectivă a imaginii obiectului respectiv. Dar pentru ca fotografia să poată deveni piesa de plecare în măsuratori și reprezentări exacte este necesar ca ea să îndeplinească anumite condiții speciale metrice. Primul principiu și prima condiție în măsurătorile fotogrammetrice propriu-zise este aceea ca fotografiile utilizate să fie proiecții centrale cu caracteristici perfect cunoscute. Astfel de fotografii sunt numite „fotograme”.
Făcand referire la ridicări, se intelege ca fotogrammetria trebuie să se supună legilor de baza a topografiei de unde rezulta că plecand de la proiectii centrale(fotograme) trebuie să se ajunga la proiectii paralele(planuri,hărți).Intradevar,fotograma si planul sunt imagini plane ale suprafețelor de teren,insă pe cată vreme fotograma este o proiecție centrala, harta este o proiecție ortogonală.(schita 1)
Daca imaginile fotografice B1 si C1 ale puncteor din teren B si C sunt simetrice cu imaginea A1,se observă că departările pe hartă ale proiecțiilor B0 si C0 fata de A0 depinde nu numai de inclinarea asului de fotografiere si si de relieful terenului.Problema raportului dintre dimensiunile de pe fotogramă si corespondentele lor de pe hartă este deci o problemă complexă.
Problema de baza a fotogrammetriei este asadar aceea de a stabili legile si tehnica dupa care se poate transforma o proiectie centrală,sau mai multe,intr-una sau mai multe proiecții paralele.
Daca se consideră o singura fotogramă aeriană in cazul particular al unui teren orizontal(schita 2)dată fiind reversibilitatea fenomenelor in optica geometrică,harta terenului poate fi obținută printr-o simplă proiectare a fotogramei pe o planseta cu condiția ca fotograma sa aiba aceeasi poziție(inclinare)fata de planseta,pe care a avut-o in momentul de priză fată de teren,adică fotograma sa fie redresată(intreaga proiecție sa fie adusă la o anumită scară).
Dupa asemenea fotograme, harta (planul) se poate obține și prin contrucții grafice. In acest caz particular se obține de-a dreptul proiecția ortogonală necesară după proiecția centrală.Metoda se numeste "a simplei intersecții", deoarece razele proiectate se intersectează fiecare in parte simplu-cu planseta. Problema e simpla chiar atunci când terenul e inclinat insa de pantă continuă,cand proiecția ortogonală se obține usor printr-o transformare afină (dilatare) Totodata se intelege că practica admite și mici denivelari. Relieful nu poate fi redat pentru că nu exista elemente de diferențiere perpendiculare pe planul fotogramei.
Privitor la transformarea unei proiecții centrale intr-o proiecție paralelă se poate conchide deci ca metoda este limitată la terenurile plane și usor denivelate,ca pe masură ce crește accidentația terenului scade precizia și că pe această cale nu se poate obține relieful.Aceasta este fotogrammetria planigrafică și corespunde simplei intersecții in plan. 